# 标准氢电极
标准氢电极（英文：Standard Hydrogen Electrode，旧时用Normal Hydrogen Electrode，简称NHE，现已停用），简称SHE，是构成标准电极电势（{\displaystyle E^{0}}）基准的工作电极。在25℃时，它的绝对电位大约为4.44±0.02V，但为了给所有电极反应的电动势设立一个基准值，在任意温度下氢电极的标准电极电势都定义为零。其他电极的电势都是相对于标准氢电极而确定的。
氢电极的氧化还原半反应式如下：
2H+(aq) + 2e- → H2(g)
这个半反应是在镀有铂黑的处于标准状态（气体压强为1大气压、离子或分子的濃度为1mol/L的溶液）的铂电极上发生的，相应的能斯特方程为：
{\displaystyle E={RT \over F}\ln {a_{H^{+}} \over (p_{H_{2}}/p^{0})^{1/2}}}
或
{\displaystyle E=-{2.303RT \over F}pH-{RT \over 2F}\ln {p_{H_{2}}/p^{0}}}
其中：
- {\displaystyle a_{H^{+}}}为氢离子的活度，单位为mol/L
- {\displaystyle p_{H_{2}}}为氢气的分压，单位为Pa
- R为气体常数，等于8.314J/(K·mol)
- T为绝对温度，单位为K
- F为法拉第常数，等于9.6485×104C/mol
- {\displaystyle p^{0}}为标准大气压，等于105Pa

## 一般氢电极（NHE）与标准氢电极（SHE）之间的区别
在电化学发展的早期，研究人员曾使用一般氢电极作为零电位。这种电极的定义是“铂电极浸在浓度为1N的一元强酸中，放出压力约1atm的氢气”。可见它能够实际实现，因而使用很方便。然而，这样的电极-溶液界面并不完全可逆，所以后来零电位的定义有所改变——新的定义是一个氢离子的活度为1mol/L的理想电极-溶液界面（即假设氢离子与其他微粒没有任何相互作用，显然现实中无法实现）。为了便于区分，这个新标准称为“标准氢电极”。
总之，
一般氢电极（Normal Hydrogen Electrode，NHE）：铂电极在1N的强酸溶液中所构成的电极（历史标准，现已弃用）。
标准氢电极（Standard Hydrogen Electrode，SHE）：铂电极在氢离子活度为1mol/L的理想溶液中所构成的电极（当前零电位的标准）。

## 铂的选择
在选择用于标准氢电极的铂时，应考虑如下几个因素：
- 铂的活泼程度（越不活泼自然越不会被腐蚀）；
- 催化氢气变为氢离子的反应的性能；
- 铂固有的交换电流密度（英语：exchange current density）高低；
- 可逆性的高低（两个完好的标准氢电极的电势相差不超过10μV）[3]；
- 铂表面是否有被镀过（如镀一层铂黑）。这是为了：

增大总的表面积。这会增大了反应的性能，加快反应速率。
更好地吸附氢气到表面上，同样能够加快反应速率。
其他的金属也能用作电极并起到相似的作用，例如钯。

## 干扰
由于铂电极有极高的吸附性，避免电极与溶液和有机物或是大气中的氧气接触是很重要的。有氧化性的无机物（如Fe3+、CrO42-等）同样也要与电极隔离。
能够沉积在铂电极表面的阳离子（这些离子会造成干扰）：银离子、汞离子、铜离子、铅离子、镉离子和铊离子。
其他一些能使催化剂中毒的物质包括：含硫和含砷的物质、胶体、生物碱以及一些生物体中的物质。

## 同位素效应
氘的电极反应方程式如下：
2D+(aq) + 2e- → D2(g)
其电极电势与氢的略有差异（约-0.013V，不同的文献给出的数据各不相同，如也有-0.044V等说法）。

## 电极电势的测量

测量电极电势的装置

图中装置用于测量某一工作电极的电极电势。其中各数字代表含义如下：
1. 铂黑电极。
2. 氢气于此处喷出。
3. H+活度为1mol/L的酸溶液。
4. 水封，防止氧气干扰实验。
5. 连接到另一工作电极。可以直接连通，也可以使用盐桥，选择何者取决于另一电极的电解液。若减小管径，可以减小混合的程度。